# 詹姆斯·W·西瑟
詹姆斯·W·西瑟（1946年—）是一位美国政治学家，弗吉尼亚大学政治学教授，主要作品有《自由民主与政治学》（Liberal Democracy and Political Science）等。